# Radio Magic NEXT
Radio Magic NEXT（レディオマジックネクスト）は、ミュージックバードで、2007年4月7日から2011年3月26日まで放送されていたラジオ番組。放送時間は、毎週土曜日の24:00-29:00（JST）。あまりにも個性的なパーソナリティによって展開されるその内容は、クラシック音楽や、プロレス、オカルト、詩など様々なジャンルに関わるもので、いずれもパーソナリティの個性を生かしたものである。全国に存在するリスナーはメールやＦＡＸで番組に参加することが可能で、番組を通して日本全国で時間を共有できるのも特徴の一つである。

## 概要
御代田悟（24：00-26：00）・福田遥菜（25：00-26：00）、野崎淳之介・橋本みのり（27：00-29：00）、コビー夏山・後藤つよし（コーナー出演）をパーソナリティとして、トークや音楽を繰り広げる。

## タイムテーブル
（2010年8月現在）
- 24:00～

御代田悟 ＆ 福田遥菜 (25：00～26:00のみ)
24時台コーナー 『FM DRAGON GATE』 / 後藤つよし （ コーナーBLOG )
- 26:00～

『 みるとオカリナワールド 』 / みると
- 26:20～

『 西田エリの灰色のカラス 』 / 西田エリ
- 27:00～

『 ザキとミノリの今夜も爆走エクスプレス!! 』 / 野崎淳之介 ＆ 橋本みのり
28時台コーナー 『What's The Best Buy？』 / 後藤つよし
28時台コーナー（隔週ずつ） 『El Viajeへ （エルビアへ）』 / 東武志 ＆ 安達佳織 ・ 『シルバータング』 / 東武志 ＆ MaYankie

## コーナー
- ラジオしゃべり場

テーマに沿って、リスナーのメッセージを通じてトークする。番組の前身であるActive Staton BBSより続く長寿企画である。

## パーソナリティ
- 御代田悟　24：00～26:00のメインパーソナリティを担当。25：00からのアシスタント、福田遥菜に対するＳっ気とえろセクハラぶりは、彼女に対する愛情から来るものである。

- 福田遥菜　25：00～26:00のアシスタントパーソナリティを担当。時に天然おバカキャラが暴走し、メインパーソナリティの御代田悟をタジタジとさせる爆弾発言も多い。

- 後藤つよし　『FM DRAGON GATE』及び『What's The Best Buy？』を担当。プロレスと家電に対する熱い愛情を持つ。御代田悟をはじめ多くの番組スタッフから、会う度に「太った？」と聞かれ、ついにダイエットを誓った。

- 野崎淳之介　27：00～29：00の『 ザキとミノリの今夜も爆走エクスプレス!! 』メインパーソナリティを担当。本業はイラストレーターで、ネックン誕生の際にはリスナーから送られてきたありとあらゆる特徴を見事に融合させ、ネックンをビジュアル化した。大喜利の大賞受賞者に贈られるステッカーのデザインも手掛ける。

- 橋本みのり　27：00～29：00『 ザキとミノリの今夜も爆走エクスプレス!! 』アシスタントパーソナリティを担当。英語が堪能で、『 ザキとミノリの今夜も爆走エクスプレス!! 』メインパーソナリティ野崎淳之介に英語を指導する事も多い。自他共に認めるガチャピン似。

- コビー夏山　詩人。番組中に流れるＣＭコーナーを担当。以前は番組内で、リスナーからお題を募集し即興詩を披露する『電波の詩人』を担当していた。同コーナーはスペシャルバージョンとして何度か復活している。自転車での旅が趣味。

## ネックン
番組公認キャラクターは「ネックン」。ラジオしゃべり場でリスナーからのメッセージにより生まれた。

## 逸話
- 24：00～26:00のメインパーソナリティ御代田悟の苗字である「御代田」という地名が長野県に存在する。同地が開催した「全国の御代田さんいらっしゃい祭り」に唯一参加したのが御代田悟とその父であった。